# Grobelce
Grobelce – wieś w Słowenii, w gminie Šmarje pri Jelšah. W 2018 roku liczyła 184 mieszkańców.